# Euthalia sinica
Euthalia sinica är en fjärilsart som beskrevs av Moore 1898. Euthalia sinica ingår i släktet Euthalia och familjen praktfjärilar. Inga underarter finns listade i Catalogue of Life.